# Шхаур
Шхаур (дари شخور ) — кишлак на северо-востоке Афганистана, в вилаяте (провинции) Бадахшан. Входит в состав района Вахан.

## Географическое положение
Шхаур расположен на северо-востоке Бадахшана, в высокогорной местности, на левом берегу реки Вахандарьи, на расстоянии приблизительно 237 километров к востоку от города Файзабада, административного центра вилаята. Абсолютная высота — 3229 метров над уровнем моря. Ближайшие населённые пункты — кишлак Шпехрев (выше по течению Вахандарьи), кишлак Рокот (ниже по течению Вахандарьи).

## Население
На 2003 год население составляло 108 человек. В национальном составе преобладают ваханцы.